# Elias Lönnrot

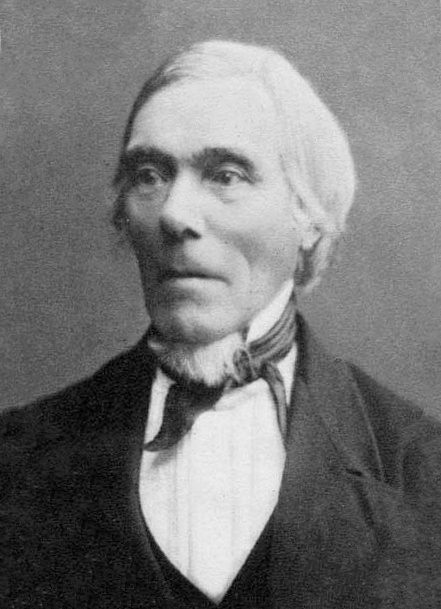
Elias Lönnrot

Elias Lönnrot (Sammatti,  9 april 1802 – aldaar, 19 maart 1884) was een Fins schrijver, verzamelaar van oude volksverhalen, filoloog en arts.

## Leven en werk

### Vroege leven
Lönnrot werd geboren als zoon van een kleermaker en groeide op in relatief armoedige omstandigheden. Vanwege zijn uitzonderlijke begaafdheid stelden zijn ouders hem (als enige van hun zeven kinderen) door veel ontzeggingen toch in staat te gaan studeren. Aanvankelijk ging hij filosofie en filologie studeren aan de Universiteit van Turku, maar toen deze afbrandde veranderde hij naar de Universiteit van Helsinki, waar hij in 1832 afstudeerde in de medicijnen. Hij schreef en verdedigde een dissertatie over de magie van Finse medicijnen, een geschrift over geneeskrachtige kruiden, dat nog lange tijd toonaangevend bleef in de botanische kringen.

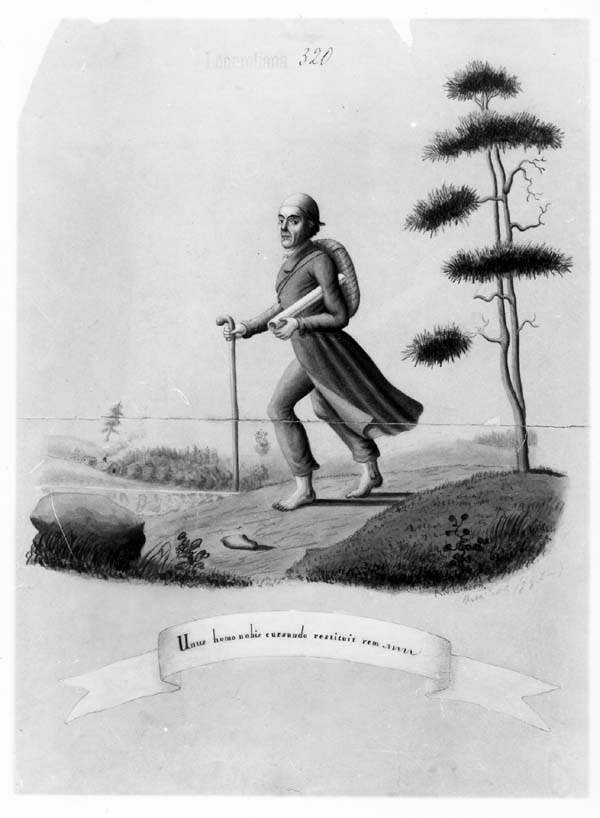
Karikatuur van de reizende Lönnrot

### Verhalen verzamelen
Tijdens zijn studie was Lönnrot zich al gaan interesseren voor de Finse volksverhalen, in een periode dat het nationale bewustzijn in zijn land steeds sterker werd en de interesse in tradities en het “volkse” leven toenam. In de periode tussen 1828 en 1844 ondernam hij elf lange reizen door Finland, van Karelië tot Lapland en van Estland tot Ingermanland, in totaal 20.000 kilometer, vaak te voet of skiënd, om oude, mondeling overgeleverde verhalen, verzen en liederen op te tekenen. In totaal verzamelde hij er zo’n 65.000, welke hij zo veel mogelijk optekende in de oorspronkelijke oud-Finse talen. Het leidde tot een hele reeks boekwerken, waarvan Kantele (1829-1831), Kantelar (1840) en vooral de  Kalevala  (1835-1846, 2e uitgebreide editie 1849) het meest bekend zijn. De Kalevela groeide uit tot het Finse nationale heldendicht en was een belangrijke inspiratiebron voor J.R.R. Tolkiens trilogie  In de Ban van de Ring .

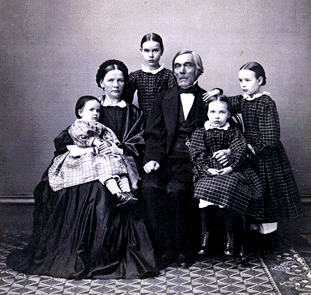
Lönnrot en zijn gezin, ca. 1860

De verzamelbanden van Lönnrot legden de basis voor de Finstalige literatuur en de ontwikkeling van de eigen Finse volksidentiteit. Lönnrot wordt wel de ‘vader’ van de Finse taal genoemd, samen met Bijbelvertaler Mikael Agricola. In samenwerking met de linguïst M. A. Castrén deed Lönnrot ook veel taalkundige en filologische studies. Tussen 1866 en 1880 publiceerde hij het eerste Finse woordenboek. Ook stelde hij een grote verzameling van Finse spreekwoorden samen.
Een belangrijk ‘nevenproduct’ van zijn vele reizen wordt gevormd door zijn literaire reisdagboek Vandraren (de zwerver).

### Veelzijdig man
Lönnrot was een veelzijdig en actief mens. Naast zijn reizen, schrijven en verhalen verzamelen, verdiende hij de kost als journalist, schreef in zijn leven meer dan duizend artikelen en gaf het eerste Finstalige tijdschrift uit. Daarenboven werkte hij vrijwel zijn hele leven als arts, ook tijdens zijn reizen, waarbij hij veel energie stak in het verbeteren van de kennis over geneeskunde en hygiëne op het Finse platteland. Hij had ervaring opgedaan in het medische werk tijdens de cholera-epidemie van Helsinki in 1831. Het Academisch ziekenhuis van Helsinki kwam er pas in 1832. Lönnrot kreeg niet zoals zijn medestudenten in buitenlandse ziekenhuizen, maar werd als arts-assistent in de herfst van 1832 naar Oulu (stad) gestuurd om er de gevolgen van hongersnood, dysenterie en buiktyfus te bestrijden.
Lönnrot huwde op relatief late leeftijd en had vier kinderen. In 1865 kreeg hij een hoogleraarschap ‘Finse literatuur’ aangeboden aan de Universiteit van Helsinki. Hij overleed in 1884 in Sammatti.

## Bibliografie (selectie)

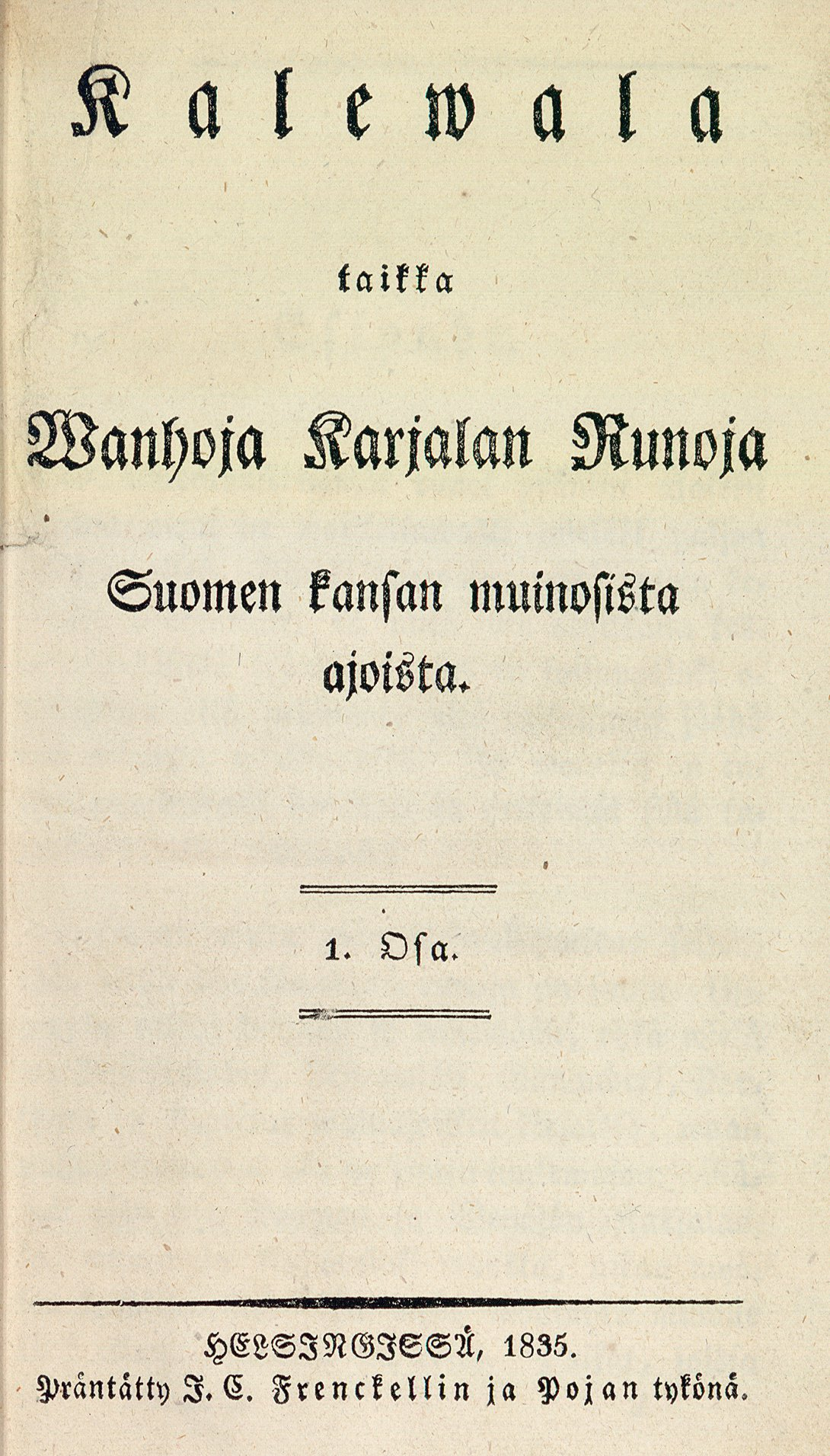
Eerste editie Kalevala (1835)